# Columbo: Der alte Mann und der Tod
Der alte Mann und der Tod (Originaltitel: Last Salute to the Commodore) ist eine erstmals im Rahmen der NBC-Sunday-Mystery-Movie-Serie gesendete Episode der Kriminalfilm-Reihe Columbo aus dem Jahr 1976. Die deutschsprachige Erstausstrahlung der sechsten Folge der fünften Staffel folgte erst 1992 auf RTL plus. Abweichend von der üblichen Dramaturgie der Reihe ist der Täter nicht von Anfang an bekannt, und der von dem US-amerikanischen Schauspieler Fred Draper verkörperte Doppelmörder Swanny Swanson agiert nicht als direkter Gegenspieler von Inspektor Columbo, dargestellt von Peter Falk.

## Handlung
Kommodore Otis Swanson ist ein erfolgreicher Schiffbauingenieur und Besitzer einer Schiffswerft. Anlässlich einer Feier im Yachtklub deutet der betagte Geschäftsmann alter Schule an, das Unternehmen verkaufen zu wollen, weil er die auf reinen Kommerz ausgerichtete Art der Geschäftsführung seines Schwiegersohnes Charles Clay missbilligt. Auch der nutzlose Neffe Swanny und die alkoholkranke Tochter Joanna tragen seiner Ansicht nach zum Niedergang bei, nur der Werftleiter Wayne Taylor genießt sein Vertrauen. Am Abend sucht Clay Swanson in dessen Haus auf einer nahegelegenen Insel auf, um ihn von den folgenschweren Plänen abzubringen. Doch zu diesem Zeitpunkt ist sein Schwiegervater bereits erschlagen worden. Clay reinigt die mutmaßliche Mordwaffe, einen hölzernen Belegnagel, und nimmt eine am Boden liegende Damenbrosche an sich. Während der Spurenbeseitigung wird er von Taylor gestört, der eine Windsteueranlage für die Yawl des Kommodore vorbeibringt. Clay gibt vor, Swanson sei gerade beschäftigt, und nimmt die Lieferung entgegen. Anschließend verlassen beide Männer gemeinsam das Haus und fahren davon. Doch Clay schwimmt mit einem Tauchanzug von seiner Yacht unbeobachtet wieder zum Tatort, bringt die Leiche auf Swansons Segelboot und verlässt den Hafen. In der nächtlichen Dunkelheit täuscht er mit der vertrauten Seemannskleidung des Opfers die aufmerksame Küstenwache. Auf See wirft er den leblosen Körper über Bord und taucht zurück zum Ufer.
Am nächsten Morgen wird die verlassene Yawl entdeckt. Inspektor Columbo ermittelt im Vermisstenfall und verschafft sich gemeinsam mit Charles Clay, Sergeant Kramer sowie seinem neuen Assistenten Sergeant Albinsky Gewissheit über den tadellosen Zustand des aufgefundenen Bootes. Im Anschluss lernt Columbo die junge Lisa King kennen, die als Schiffbauingenieurin mit dem Verstorbenen zusammengearbeitet hat. Bald darauf wird die Leiche gefunden und von Clay identifiziert. Nach Einschätzung der Küstenwache kam Swanson infolge eines Unfalles durch das plötzliche Umschlagen des Besanbaumes beim Befestigen der Windfahne ums Leben. Gemäß Autopsie trat der Tod aber bereits ein, bevor er vermeintlich im Meer ertrank. Nachdem der Inspektor von Taylor über rätselhafte Schablonen informiert worden ist, die der Kommodore am Tag zuvor aus der Bootswerft geholt hat, versuchen er und seine Assistenten zunächst erfolglos, die Buchstaben in die richtige Reihenfolge zu bringen. Später weist ein von Columbo beauftragter Taucher nach, dass Clay rechtzeitig zum Tatort hätte zurückkehren können. In Swansons Haus finden die Polizisten neben einem Lippenstift die beschädigte Taschenuhr des Toten, die um 00:42 Uhr stehen geblieben ist. Vier Minuten danach meldete sich Clay nachweislich beim Sicherheitsdienst der Insel ab. Obwohl er aufgrund der vorliegenden Indizien verdächtig erscheint, zerschlägt sich die Theorie des Inspektors, als Clay am nächsten Tag in seiner Wohnung ermordet aufgefunden wird. Columbo unterzieht Joanna daraufhin einem Verhör. In ihrem betrunkenen Zustand kann sie jedoch keine genauen Angaben zum Aufenthaltsort in der Nacht machen, als ihr Vater verschwand. Dennoch scheinen sowohl sie als auch alle anderen involvierten Personen ein Alibi für beide Morde zu haben.
Der Inspektor zitiert Joanna, Swanny, Taylor sowie Kittering, den Anwalt der Familie, und Lisa King in Swansons Haus. Unterstützt durch Kramer und Albinsky, rekonstruiert er die tatsächlichen Ereignisse. Noch bevor die Besprechung beginnt, erweckt Swanny in der Aufmachung des Opfers bei der verwirrten Joanna den Anschein, ihr Vater befände sich auf dem ankommenden Boot. Der Bericht der Küstenwache ist somit bedeutungslos. Außerdem hat Columbo herausgefunden, dass Clay keinesfalls innerhalb von wenigen Minuten vom Tatort zum Wachhaus hätte gelangen können. Demnach beseitigte er in der Annahme, seine Frau sei die Täterin, den Leichnam ihres Vaters, um sie zu schützen und den Nachlass zu sichern. Swanson selbst plante, Lisa zu heiraten und sein Boot nach ihr zu benennen, wie die letztlich aus den Schablonen abgeleitete Buchstabenfolge „LISA S.“ nahelegt. Gemäß ihrer Aussage sollte ein Großteil des Vermögens nach der Veräußerung der Werft in eine Stiftung übergehen, womit sie als Einzige kein Mordmotiv besitzt. Der Inspektor bedient sich nun einer List: Er lässt alle übrigen Anwesenden die zwischenzeitlich reparierte Taschenuhr des Kommodore ticken hören. Nur Swanny reagiert mit einem ungläubigen „T’isn’t“ (als Kurzform von „It isn’t“). In der Mordnacht hat er die Uhr absichtlich vorgestellt und demoliert, um sich ein Alibi im belebten Yachtclub zu verschaffen. Als nachrangiger Erbe im Testament hätte er am meisten von Swansons Tod profitiert, wenn es ihm gelungen wäre, den Verdacht auf die Haupterbin Joanna zu richten. Weil Clay dahinterkam, musste auch er sterben. Durch sein Täterwissen hat Swanny sich selbst verraten und wird verhaftet.

## Hintergrund
Im Gegensatz zu den meisten anderen Episoden der Fernsehreihe bleibt der tatsächliche Mörder bis zur Auflösung des Falles im Rahmen einer Versammlung der Verdächtigen im Stil von Agatha Christie unbekannt. Der Zuschauer erhält somit keinen wesentlichen Informationsvorsprung und muss im Verlauf der Handlung ähnlich wie der ermittelnde Inspektor umdenken. Diese Abweichung zum gewohnten Handlungsablauf löste insbesondere bei der Fangemeinde Irritationen aus. Der für einige Folgen als Drehbuchautor verantwortliche Peter S. Fischer erklärte in seiner Rolle als Executive Story Consultant: “Let’s do the one where we see the guy with the murder weapon in his hand and the audience swears they’re seeing the same old thing. Then the guy ends up dead and we flip it around to a whodunit.” (deutsch: „Lasst uns eine Episode nach dem Schema drehen, bei dem der Typ mit der Mordwaffe in der Hand gezeigt wird und die Zuschauer sind felsenfest überzeugt, dass sie den gleichen gewohnten Handlungsverlauf wie immer zu sehen bekommen. Dann ist der Typ auf einmal tot und wir verwandeln das Ganze in ein Whodunit.“)
Patrick McGoohan, mehrfacher Darsteller und Regisseur der Reihe, ergänzte in Bezug auf den zusätzlichen Sidekick von Columbo neben Sergeant Kramer: “When we did that episode, the series had been on for a while. We discussed it and said, ‘The Columbo character is fairly well defined. Let’s take the character a step farther.’ That made Peter apprehensive, but he was willing to try it. […] I wanted the young guy. That character wasn’t in the original script. It was a special relationship that helped to add a little dimension to Columbo. It’s a tiny other area — an association he hasn’t had before.” (deutsch: „Als wir diese Folge drehten, lief die Serie schon eine Weile. Wir diskutierten darüber und sagten: ‚Der Columbo-Charakter ist bereits ziemlich gut umrissen. Lasst uns die Figur einen Schritt weiterentwickeln.’ Dies führte bei Peter zu Bedenken, aber er war mit einem Versuch einverstanden […] Ich wollte den jungen Kerl [Albinsky], damit das besondere Verhältnis zwischen den beiden dazu beiträgt, der Figur Columbo eine weitere Ebene hinzuzufügen. Es ist lediglich eine sehr kleine Ergänzung, doch eine derartige Zusammenarbeit mit einem Kollegen gab es zuvor nicht für die Figur Columbos. Im ursprünglichen Drehbuch gab es diese Rolle gar nicht.“)
Darüber hinaus ließ die Schlussszene, in der Columbo sich von Sergeant Kramer verabschiedet und in einem Boot über die Bucht rudert, ein mögliches Ende der Fernsehreihe vermuten. Hintergrund waren seinerzeit Peter Falks Andeutungen, sich nach der fünften Staffel aus der Serienrolle zurückzuziehen und verstärkt in Spielfilmen mitzuwirken. Hinzu kamen Klagen seitens Universal Television über die ausufernden Produktionskosten. Einzig die Antwort „Noch nicht“ auf die Frage seines Assistenten, ob er „aufhören“ wolle (gemeint war das Rauchen), ließ Spielraum für Interpretationen offen. Bereits wenige Monate später startete mit Mord im Bistro die sechste Staffel.
Der Titel der deutschen Fassung erinnert an den 1951 geschriebenen Roman Der alte Mann und das Meer von Ernest Hemingway.

## Besetzung und Synchronisation
Die deutschsprachige Synchronfassung entstand im Jahr 1992 bei der Alster Studios Synchron unter der Dialogregie und nach einem Dialogbuch von Wolfgang Jürgen.
| Figur                            | Darsteller         | Deutscher Sprecher |
| -------------------------------- | ------------------ | ------------------ |
| Lieutenant Columbo               | Peter Falk         | Claus Biederstaedt |
| Gaststars                        |                    |                    |
| Charles Clay                     | Robert Vaughn      | Wolfgang Jürgen    |
| Kittering                        | Wilfrid Hyde-White | Hans Paetsch       |
| Otis Swanson                     | John Dehner        | Günther Jerschke   |
| Sergeant Theodore „Mac“ Albinsky | Dennis Dugan       |                    |
| Joanna Clay                      | Diane Baker        | Heidi Berndt       |
| Weitere Darsteller               |                    |                    |
| Sergeant George Kramer           | Bruce Kirby        | Lothar Grützner    |
| Wayne Taylor                     | Joshua Bryant      |                    |
| Lisa King                        | Susan Foster       |                    |
| Swanny Swanson                   | Fred Draper        | Wolf Rahtjen       |
| Offizier der Küstenwache         | Rod McCary         | Joachim Richert    |
| Wachmann                         | John Finnegan      |                    |
| Frau                             | Hanna Hertelendy   | Beate Hasenau      |

## Rezeption
Die Fernsehzeitschrift TV Spielfilm vergab eine neutrale Wertung (Daumen mittig): „Columbo in Poirot-Manier? Muss nich. […] Teils amüsante, aber überkonstruierte Abweichung vom bewährten Schema.“
Der Autor Michael Striss wertete mit einem von vier Sternen (mangelhaft). Er bemängelte das vom bekannten Handlungsschema abweichende Drehbuch und die unzulängliche Inszenierung: „Wäre dieses Machwerk doch nie gedreht worden! Ohne Zweifel ist es – nicht nur von »Columbo«-Puristen – als völlig missglückt anzusehen. Zwei, die es eigentlich besser können, Autor Jackson Gillis und Regisseur Patrick McGoohan, versuchen hier etwas Neues abseits der Norm zu schaffen. Dabei sind zwei Filme mit unterschiedlichen Erzählmustern entstanden, die nicht zusammenpassen. Zunächst beginnt die Episode als gewohnter Fall – obwohl der geübte Zuschauer bereits misstrauisch wird, weil die Tat explizit nicht gezeigt wird. Nachdem aber Robert Vaughn als Bilderbuch-Verdächtiger ebenfalls hin- und damit ausscheidet, weiß der Zuschauer plötzlich ebenso wenig wie der Inspektor. Ab jetzt verläuft die Handlung als ein typisches »Whodunit« im Stil von Agatha Christie – bis hin zur Schlussszene, in der Columbo als verunglückte Hercule-Poirot-Karikatur alle Verdächtigen um sich schart, um sie mit seinem Wissen zu beglücken. Das ist nicht originell, sondern lediglich ein ärgerlicher Stilbruch. Auch kann Swannys Geschwätz kaum zu einem Beweis seiner Schuld hochstilisiert werden. […] Das komödiantische Element ist maßlos überzogen. […] Die Polizisten erscheinen viel trotteliger als je zuvor und werden von Columbo auch so vorgeführt. Die blasse Gestalt des Mac – eine zusätzliche Idee des Regisseurs – ist neben Kramer völlig überflüssig und trägt zur Handlung nichts bei. Diese im Seefahrtsmilieu spielende Episode ist eine Art »Titanic«, die auch mehrere prominente Passagiere wie Vaughn, Dehner, Hyde-White und Baker nicht am Sinken hindern können. Ein solider Mord von der Hand Robert Vaughns wäre schöner gewesen.“
Der Autor Mark Dawidziak zitierte hingegen Peter Falk, der sich anerkennend über die Leistung des Regisseurs äußerte: „Patrick [McGoohan] war fantastisch als Leiter der Militärakademie [in Des Teufels Corporal]. Als er zurückkehrte, um in zwei Folgen Regie zu führen, lenkte er Columbo in alle möglichen aufregenden und neuen Richtungen. Das gilt insbesondere für Der alte Mann und der Tod. Die Episode hatte wirklich einen anderen Ton. Patrick hat ihr seinen Stempel aufgedrückt. Sie besaß eine etwas andere Art von Humor. Er hatte noch andere wunderbare Ideen, wohin er Columbo bringen wollte. Es ist schade, dass wir ihn nicht dazu gebracht haben, mehr zu tun.“
Die britische Tageszeitung The Guardian schrieb unter der Rubrik Jump the shark: „Als wir Zeuge werden, wie Schwiegersohn Robert Vaughn die Leiche des Kommodore auf See beseitigt, scheint es offensichtlich, dass er der Mörder ist. […] Dann wird Vaughn tot aufgefunden und das Format zerfällt. Alles scheint in Unordnung zu sein. Dem Inspektor wird durch transzendentale Meditation der Kopf verdreht, als er auf der Uferpromenade eines Yachthafens einen Lotussitz einnimmt. Zuguterletzt werden alle Verdächtigen in einem Raum versammelt, damit der Mörder im Agatha-Christie-Stil entlarvt werden kann, was eine Verhöhnung des ureigensten Markenzeichens der Serie darstellt. […] Regisseur Patrick McGoohan hat die Formel der Serie genüsslich versenkt – und sein enger Freund Falk scheint dabei sogar ein williger Komplize gewesen zu sein. […] Der alte Mann und der Tod endet schließlich mit einer ebenso seltsamen visuellen Stilblüte, als der sonst so wasserscheue Inspektor in einem kleinen Boot davonrudert und sein Auto und alles andere scheinbar hinter sich lässt. Man hat wirklich das Gefühl, dass diese Berserker-Episode Columbo tatsächlich den Garaus gemacht haben könnte. Nur noch eine Sache: Für einen Spürhund, der seine Beute gerne in die Irre führt, wäre dies vielleicht der perfekte absurde Schlusspunkt gewesen.“